# Музей мозаїк (Девня)

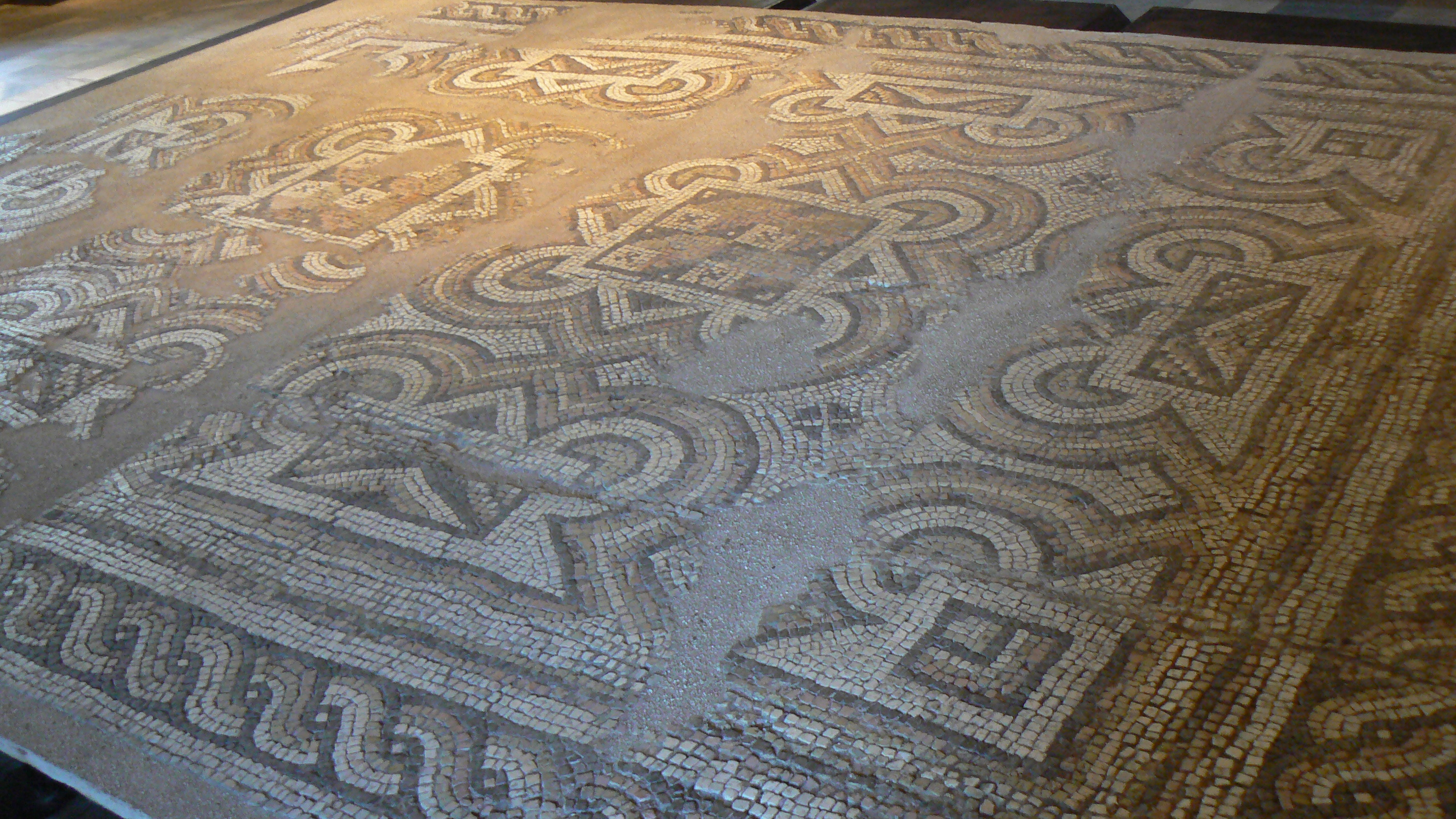
Геометрична мозаїка

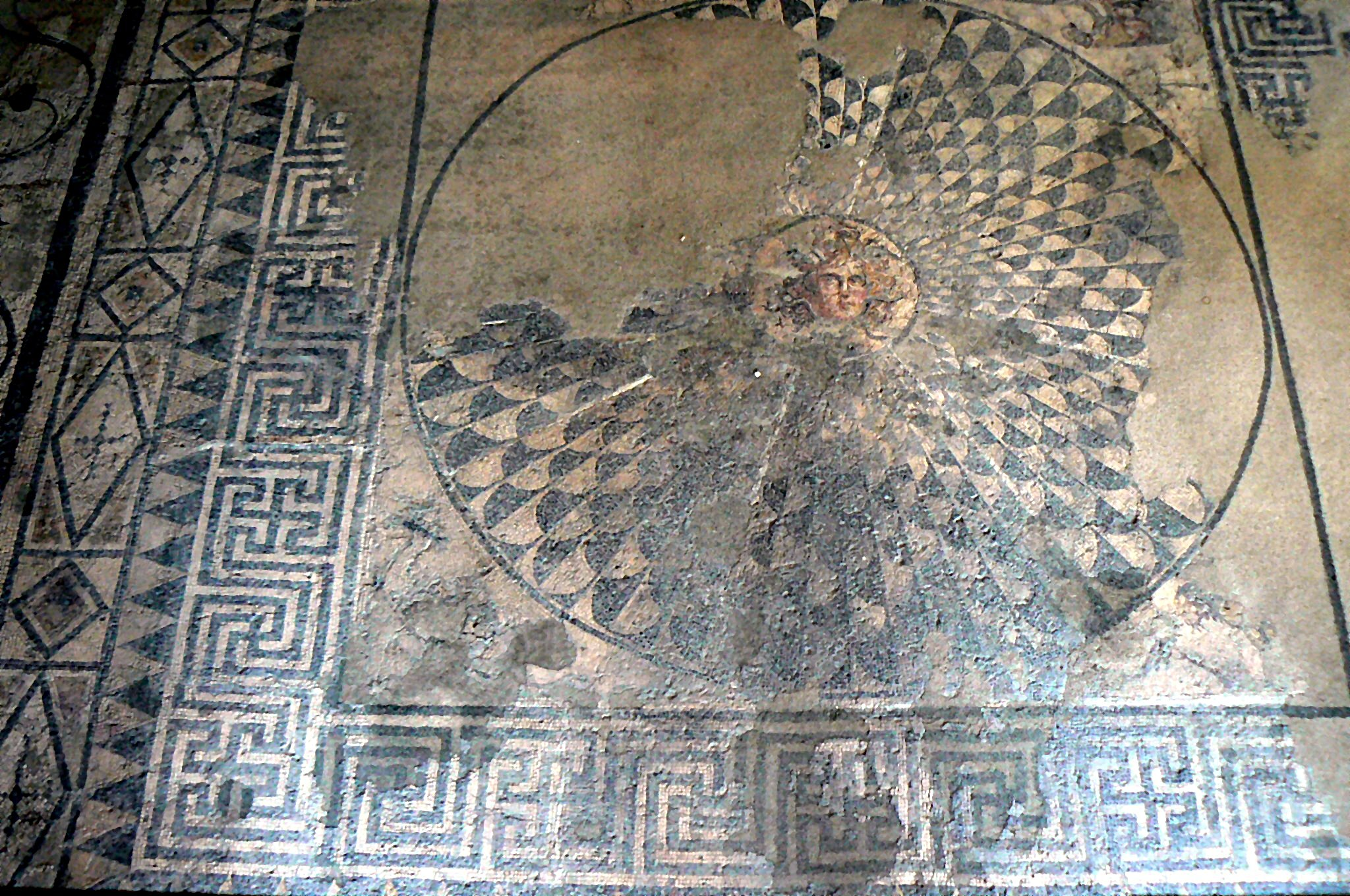
Мозаїка «Медуза-Горгона»

Музей мозаїки в Девні — експозиція мозаїчного мистецтва з Марцианополя, що дозволяє ознайомитися з оздоблювальним покриттям і облицюванням. Входить до переліку 100 туристичних об'єктів Болгарії під № 10.

## Історія
Поштовхом до створення музею стали археологічні дослідження Олександра Мінчева, Петко Георгієва протягом 1976—1977 років та Анастаса Ангелова в період 1978—1986 років. За цей час археологи віднайшли «Будинок Антіопи» з мозаїкою, на базі якого й було вирішено відкрити заклад. Створення проекту музею доручили Камену Горану.

## Характеристика споруди
Будівля, де розташувалася експозиція, була зведена на вцілілому фундаменті античного римського будинку, що проіснував до початку VII століття. Ширина зведеної споруди склала 37,75 метрів, довжина — 37,15 метрів.
Всередині будівлі є внутрішній дворик з криницею під критою колонадою, загальною площею 92,63 квадратних метри. Господарські приміщення на 1402 квадратних метри та 21 кімната. Стіни житла оздоблені кольоровою та гіпсовою штукатуркою, а також надписами. Окрім того, п'ять приміщень та портика мають унікальну підлогу з викладеною різнокольоровою мозаїкою в римському стилі.
В музейній експозиції представлені всі віднайдені зразки мозаїки, частина яких перенесена на нове місце, а частина — знаходиться там, де вони були відкриті.
Всі витвори мозаїчного мистецтва виконані в техніці opus tesselatum та opus vermiculatum з використанням мармурових, вапняних, глиняних кубиків та 16 кольорової смальти.
Основна тематика створених картин — міфологія Стародавньої Греції та Риму, а також представники флори і фауни.
Серед представлених експонатів найбільшу увагу заслуговують:
1) Мозаїка «Медуза-Горгона»;
2) Мозаїка «Ганімед і орел»;
3) Мозаїка"Сатир і Антиопа";
4) Мозаїка «Пори року»;
5) Мозаїка «Панонскі волути».
Мозаїка «Медуза-Горгона» прикрашає підлогу їдальні і має розміри 8 × 8 метрів. Представлена у вигляді щита Афіни Паллади із зображенням в центрі відрубаної Персеєм, згідно грецької міфології, головою Медузи-Горгони, яка охороняє свого господаря від негараздів та зла.
Мозаїка «Сатир і Антиопа» знаходиться у спальній кімнаті. Зображення на підлозі 5,6 × 4,4 метри, та оповідає історію Зевса, який, щоб спокусити німфу Антіопу з'явився їй в образі міфічного сатира.
Мозаїка «Ганімед і орел» — найбільша мозаїка, яка прикрашає приймальну зону та оповідає давньогрецький міф про Ганімеда та Зевса в образі орла. Згідно легенди верховний бог Олімпу викрав сина троянського царя Троса та німфи Каліорі, за що останній отримав вічну молодість.
Мозаїка «Пори року» — найгірше збережена, внаслідок перепланування будівлі, мозаїка на підлозі жіночої кімнати. Має вигляд прямокутної рамки розмірами 8,6 × 7,8 метрів, виконану геометричними орнаментами, по кутах якої були зображення характерних особливостей різних пір року. На жаль, зберігся лише бюст осені в образі молодої жінки із золотистим вбранням. Всередині рамки можна побачити півня, що клює гроно винограду, пташок та традиційні римські сандалі.
Мозаїка «Панонскі волути» — орнамент цієї мозаїки складається з геометричних мотивів та має кольорову гамму з чотирьох кольорів, викладену з мармурових і глиняних кубиків. Віднайдена 1949 року при проведенні археологічних розкопок в східній частині Марцианополя.